# Andy Bolton
Andy Bolton (* 22. ledna 1970 Dewsbury v Yorkshire, Velká Británie) je anglický powerlifter z Leedsu. Pochází Dewsbury, v Yorshiru, ale kvůli tréninkovým potřebám kolem jeho dvaceti let se přestěhoval do Leedsu.

## Mládí
Ve svých třinácti letech se Andy Bolton rozhodl, že silový trénink je to, co si přeje dělat, bylo to poté, co viděl nějaké mladíky v místní posilovně zvedat velké váhy. Boltonův otec nebyl příliš nadšený z jeho tréninků v tak mladém věku a pečlivě ho hlídal, aby nezvedal příliš mnoho. Když bylo Boltonovi 18 let, jeho otec už ho nechal zvedat těžší váhy v plném tréninkovém režimu a umožnil mu posunout se dál.

## Kariéra
Bolton vyhrál svou první soutěž v roce 1991, když mu bylo 21 let na místních závodech v silovém trojboji nazvaných The
Yorkshire Junior Championship. Je držitelem světového rekordu v trojboji v organizace WPO (World Powerlifting Organization) (1273 kg/2806 lb). Bolton má také současné WPO rekordy ve dřepu (550.5 kg/1213 lb) a mrtvém tahu (455 kg/1003 lb), a byl prvním kdo dokázal zvednout na mrtvý tah přes tisíc liber. Zároveň soutěžil v strongmanských závodech. Jeho strongmanské úspěchy zahrnují páté místo na Arnold Classic Strongman Competition v roce 2002.